# Żukowo (przystanek kolejowy)
Żukowo – przystanek osobowy w Żukowie, w gminie Żukowo, w województwie pomorskim, Wybudowano go w 2014. Od 1 października 2015 zatrzymują się tu pociągi kursujące pomiędzy Gdańskiem i Kartuzami, oraz Gdynią i Kościerzyną.

## Ruch pasażerski
| Rok  | Wymiana pasażerska na dobę |
| ---- | -------------------------- |
| 2017 | 700-999                    |
| 2022 | 700-999                    |